# محمد شاه ويردي خان الأول
| خان لورستان                          |                                                                  |
|                                      |                                                                  |
| محمد شاه ويردي خان الأول والي پشتكوه |                                                                  |
| السابق                               | الحسين خان الأول الأكبر (الخان الأول لبلاد اللور من أسرة الولاة) |
| ولاية العهد                          | الامير علي قلي خان                                               |
| فترة الحكم                           | من 1633م إلى 1641م                                               |
| اللاحق                               | علي قلي خان                                                      |
| اللقب                                | خان لرستان وبروجرد                                               |
| حياته                                |                                                                  |
| مكان الوفاة                          | مدينة أصفهان                                                     |
| الأب                                 | الحسين خان الأول                                                 |
| الأبناء                              | علي قلي خان                                                      |
| خانات لورستان                        |                                                                  |

محمد شاه ويردي خان الأول بن الحسين خان الأول الأكبر العلوي.
ثاني خانات وولاة أقاليم لورستان وبروجرد من عائلة ولاة لرستان.

## توليه الحكم وعلاقته بالملكصفي الأول
تولى محمد شاه ويردي خان الأول الحكم عام 1633م، وذلك خلفاً لوالده الحسين خان الأول الأكبر والذي توفي نفس العام في قلعة فلك الأفلاك بالعاصمة خرم آباد، وتم إرسال خطاب لحكومة الشاه صفي الأول لقبول التنصيب، فتم ذلك وصدر مرسوم شاهنشاهي بتثبيت محمد شاه ويردي خان الأول حاكماً على لورستان.
كانت علاقة محمد شاه ويردي خان بالشاه الصفوي علاقة ممتازة، وكان الشاه يفضله على سائر القادة والأمراء في الدولة، وقيل أن والي لورستان قد تزوج بإحدى بنات أو قريبات الشاه صفي الأول بداية حكمه

## أعماله
أصبحت البلاد اللورية في عهده أكثر عرضة لهجمات العثمانيين من أقصى الحدود الغربية فأخذ محمد شاه ويردي خان يدافع عن تلك المناطق وبمساعدة من بعض قبائل الكورد المنتشرة هناك، فنجح في صد محاولات الاختراق تلك.
ثم بعد فترة التحق محمد شاه ويردي خان الأول بركب الشاه صفي الأول المتجه إلى مدينة تبريز شمالاً لمحاصرتها ومن ثم ضمها للدولة الصفوية، وذلك خلال سلسلة أحداث ما يُعرف بـالحرب العثمانية الصفوية (1623-1639).
إلا أن الشاه اوعز للخان بالتحرك جنوباً، وتحديداً إلى مدينة بغداد، لأمداد المحاصرين فيها عسكرياً.
قبل وصوله لبغداد، شن الوالي هجوماً كاسحاً على قبائل (باجلان) الكوردية وبعض حلفائها، والتي كانوا مؤيدين للعثمانيين فقتل أعداداً كبيرة من مسلحيهم، وأسر أغلب قادتهم وأغتنم أموالهم ومن ثم أكمل المسير إلى بغداد.
لقد كان قريب والي لورستان، الأمير عباس قلي بك (أمير هورامان)، من أكثر المساندين للوالي خلال حروبه وعملياته العسكرية.
عباس قلي بك هو أحد أبناء بنت أتابك لورستان السابق شاهوردي خان، وهي نفس البنت التي قام والدها بتزويجها آنذاك لأمير هورامان بهرام ميرزا بك (أمير هورامان من 848ھ حتى 995ھ)

## وفاته
كان محمد شاه ويردي خان الأول في أواخر أيامه كثيراً ما يزور ويجالس الشاه صفي الأول في قصره في العاصمة الصفوية أصفهان ويقضي لياليه معه، وفي إحدى المرات خرج محمد شاه ويردي خان الأول إلى باحة قصر الشاه وأراد أن يجرب قوة ساعده محاولاً قطع ثور (أو خروف) إلى نصفين بضربة واحدة (وكانت من الهوايات المعروفة آنذاك بين الفرسان).
الا أنه أخطأ بالضربة، فجاءت ضربة السيف في ساقه؛ فجُرحت ساقه جرحاً عميق، ظل ينزف الدم منه بغزارة، فتم استدعاء أفضل الأطباء في أصفهان لعلاج الجُرح، لكنه رغم ذلك وافته المنية على أثر ذلك الجرح عام 1641م، وتم دفنه هناك في مدينة أصفهان.
بناءاً على وصيته، نُصِب بنفس العام أبنه الشاب الأمير علي قلي خان حاكماً لبلاد اللور خلفاً لوالده، وأصدر الشاه صفي الأول مرسوماً شاهنشاهياً بذلك.

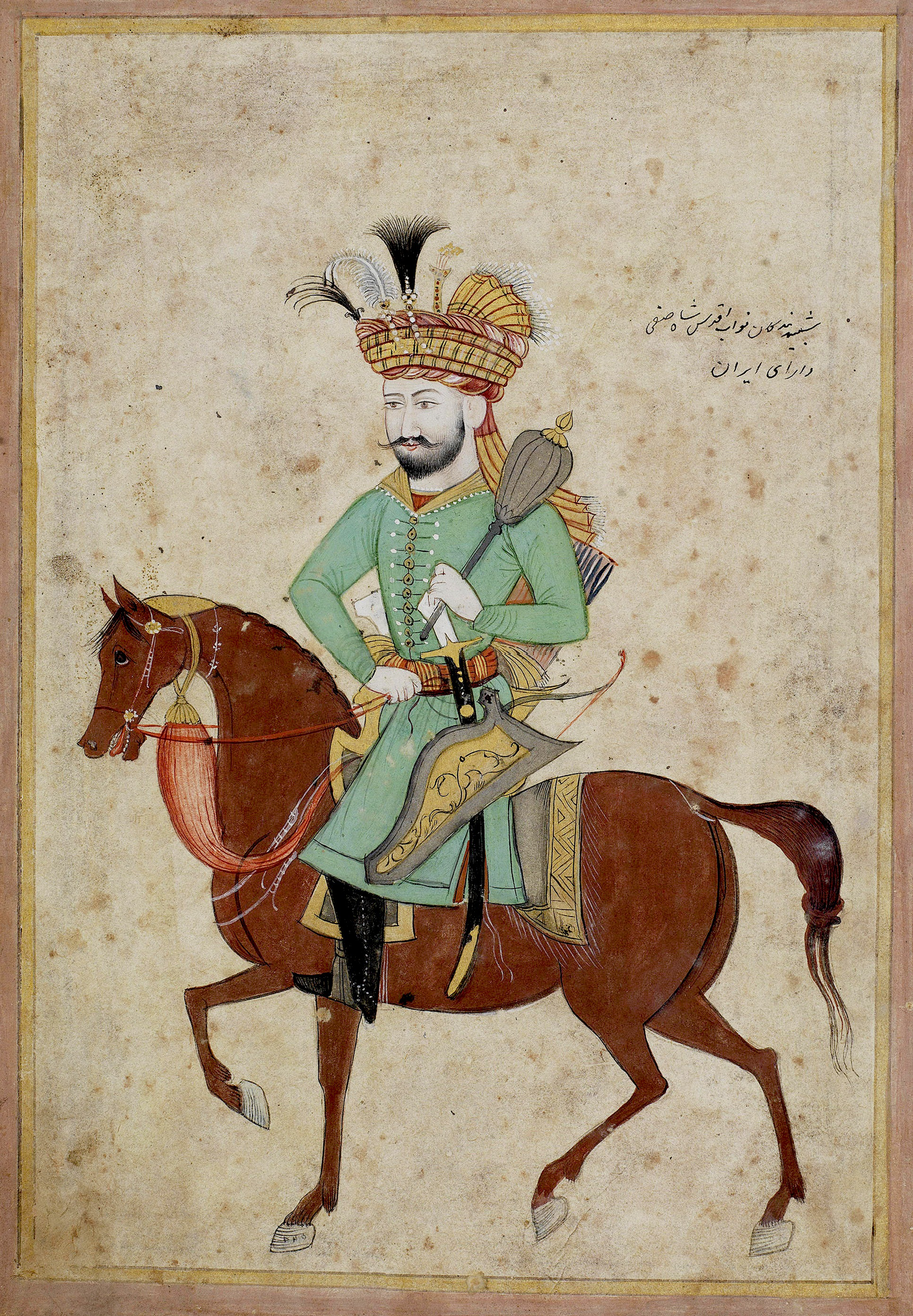
الشاه صفي الأول، شاه إيران السادس من السلالة الصفوية، وهو على صهوة جواده.